# سلطة تقليدية
السلطة التقليدية (بالإنجليزية: Traditional authority)‏ وتُعرف باسم آخر وهو الهيمنة أو السيطرة التقليدية (بالإنجليزية: traditional domination)‏ يعرفها معجم المصطلحات السياسية والاستراتيجية بأنَّها «السلطة التي تنهض على إيمانٍ راسخٍ في التقاليد المُستمرة وفي شرعية الأوضاع والمراكز المُستمرة وتخضع لتأثير حكم المُعتقدات والعادات بدلاً من القوانين، ويعتمد الحكم على المكانة الموروثة بدلاً من الصفات والكفاءات، ويكون الحكم شخصيَّا.»، كما تستمد شرعية السلطة فيها من المكانة الاجتماعية للقائمين بالسلطة. وفي شكل أبسط، هي شكل من أشكال القيادة ترتبط فيه سلطة منظمة أو نظام حاكم إلى حد كبير بالتقاليد أو العادات. والسبب الرئيسي لهذا الوضع أو الحالة يتلخص في هذه الجملة: «لطالما كان الوضع على هذه الشاكلة أو على هذا النحو».

## في علم الاجتماع
السلطة التقليدية هي أحد ثلاث سُلُطات وضعها ماكس فيبر، والسلطتان الأخريان هما السلطة العقلانية، والسلطة الكارزمية. إنَّ السلطة التقليدية تقوم على أساس الاعتقاد بقداسة الأعراف السائدة، فهي ذات طبيعة تقليدية، لأنَّ مَن يصل إلى السُلطة يصلها بفضل العادات والتقاليد القديمة المبنية على المعتقدات والأعراف. أما السلطة العقلانية فهي السلطة التي يرى ماكس فيبر أنها تستمد سلطتها من القانون، إذ يكون الخضوع في المجتمع للقانون وليس لها مباشرة. ويتحدد مفهوم السلطة الكارزمية في أنها ترتكز على الخصائص النوعية لشخص القائد، والتي تستمد شرعيتها من الخصائص الفريدة للقائد، ومن الطبيعة الالهامية لرسالته، وهي تعتمد على قدرة القائد على اقناع أتباعه، وتأكيد الطبيعة الخاصة أو المقدسة لرسالته...الخ.

## روابط خارجية
- South Africa: traditional leaders